# Аліса Сазерленд
Аліса Сазерленд (англ. Alyssa Sutherland; нар. 23 вересня 1982, Брисбен, Квінсленд, Австралія) — австралійська актриса і фотомодель.

## Модельна кар'єра
Кар'єра Сазерленд як моделі почалася, коли вона виграла в 1997 році щорічний пошук моделі молодіжного австралійського журналу Girlfriend. Після перемоги вона підписала контракт з австралійським Vogue.
Вона багато разів брала участь в показах мод, була фотомоделлю і працювала моделлю на телебаченні, з'являючись в кампаніях для Bulgari, Ralph Lauren, Garnier, Calvin Klein , Chanel, John Frieda, Kérastase, Hugo Boss і Abercrombie & Fitch.
Вона була на обкладинці австралійського Vogue, сінгапурського Harper's Bazaar, німецького Elle, австралійського Style, італійського Glamour і Black and White. Сазерленд часто працювала з відомими фотографами, такими як Герб Рітц, Брюс Вебер, Еллен фон Унверт і Стівен Міселія.
У 2007 році Сазерленд знялася в рекламі шоколадного батончика Flake, коли Cadbury відродив свою легендарну рекламу на телебаченні після п'ятирічної перерви.

## Особисте життя
Станом на 2008 рік Сазерленд живе в Нью-Йорку.
У 2012—2013 роках була одружена з Лоуренсом Шане.

## Акторська кар'єра
Сазерленд знімалася в таких фільмах, як „Диявол носить Prada“, „Вогняний день“, „Не дивися вгору“ і „Порочна пристрасть“, також знімалася в телесеріалі „Новий Амстердам“ і в ролі Аслауг в історичному телесеріалі» Вікінги".

## Фільмографія
| Рік       |   | Українська назва                    | Оригінальна назва                 | Роль               |
| --------- | - | ----------------------------------- | --------------------------------- | ------------------ |
| 2006      | ф | Диявол носить Prada                 | The Devil Wears Prada             | персонаж без імені |
| 2006      | ф | Вогняний день                       | Day on Fire                       | Шира               |
| 2008      | с | Новий Амстердам                     | New Amsterdam                     | Еліс               |
| 2008      | с |                                     | Huge                              | Іззі               |
| 2009      | ф | Не дивися вгору                     | Do not Look Up                    | Клер               |
| 2011      | с | Закон і порядок: Спеціальний корпус | Law & Order: Special Victims Unit | Кейт               |
| 2012      | ф | Порочна пристрасть                  | Arbitrage                         | секретар Джеффрі   |
| 2013      | ф |                                     | The Fortune Theory                | Даліла Хайнц       |
| 2013      | ф | Спенсер                             | Spencer                           | Джейн              |
| 2013—2016 | с | Вікінги                             | The Vikings                       | Аслауг             |
| 2017      | с | Імла                                | The Mist                          | Єва Каннінгем      |
| 2018      | с | Поза часом                          | Timeless                          | Хеді Ламарр        |
| 2019      | с | Закон і порядок: Спеціальний корпус | Law & Order: Special Victims Unit | Седі Паркер        |
| 2023      | ф | Повстання зловісних мерців          | Evil Dead Rise                    | Еллі               |